# Улица Рюйтли (Нарва)
Улица Рюйтли (эст. Rüütli tänav — Рыцарская улица) — улица в исторической части Нарвы, от улицы Суур до улицы Вестервалли. Одна из границ Ратушной площади.

## История
На плане города 1684 года улица указана как Ritter Gasse. Со временем оформилась (вместе с улицей Суур) как одна из двух главных городских улиц. На плане 1905 — Рыцарская улица.
9 августа 1913 года на улице, в завещанном городу доме (не сохранился), состоялось открытие городского музея им. супругов Лаврецовых.
С обретением Эстонией независимости название улицы было переведено на эстонский язык — Рюйтли.
Историческая застройка улицы погибла во время освобождения Нарвы от немецко-фашистских оккупантов в ходе Великой Отечественной войны в 1944 году и не была восстановлена, воссоздано только здание Нарвской ратуши. Сохранявшиеся до конца 1950-х годов руины исторических зданий, несмотря на планы их восстановления, были разобраны, а улица частично застроена четырёхэтажными домами типовой советской архитектуры 1960-х годов. Протяжённость улицы сократилась (ранее она доходила до улицы Пимеайа).
После войны улица была названа в честь эстонского писателя Эдуарда Вильде. 11 мая 1994 года городские власти восстановили межвоенное название улицы — Рюйтли.

## Достопримечательности

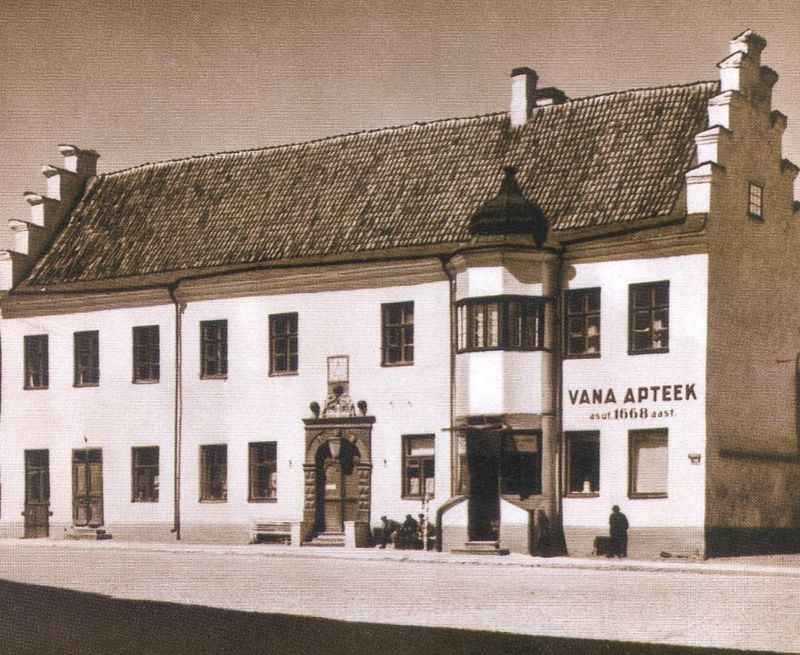
старая Аптека

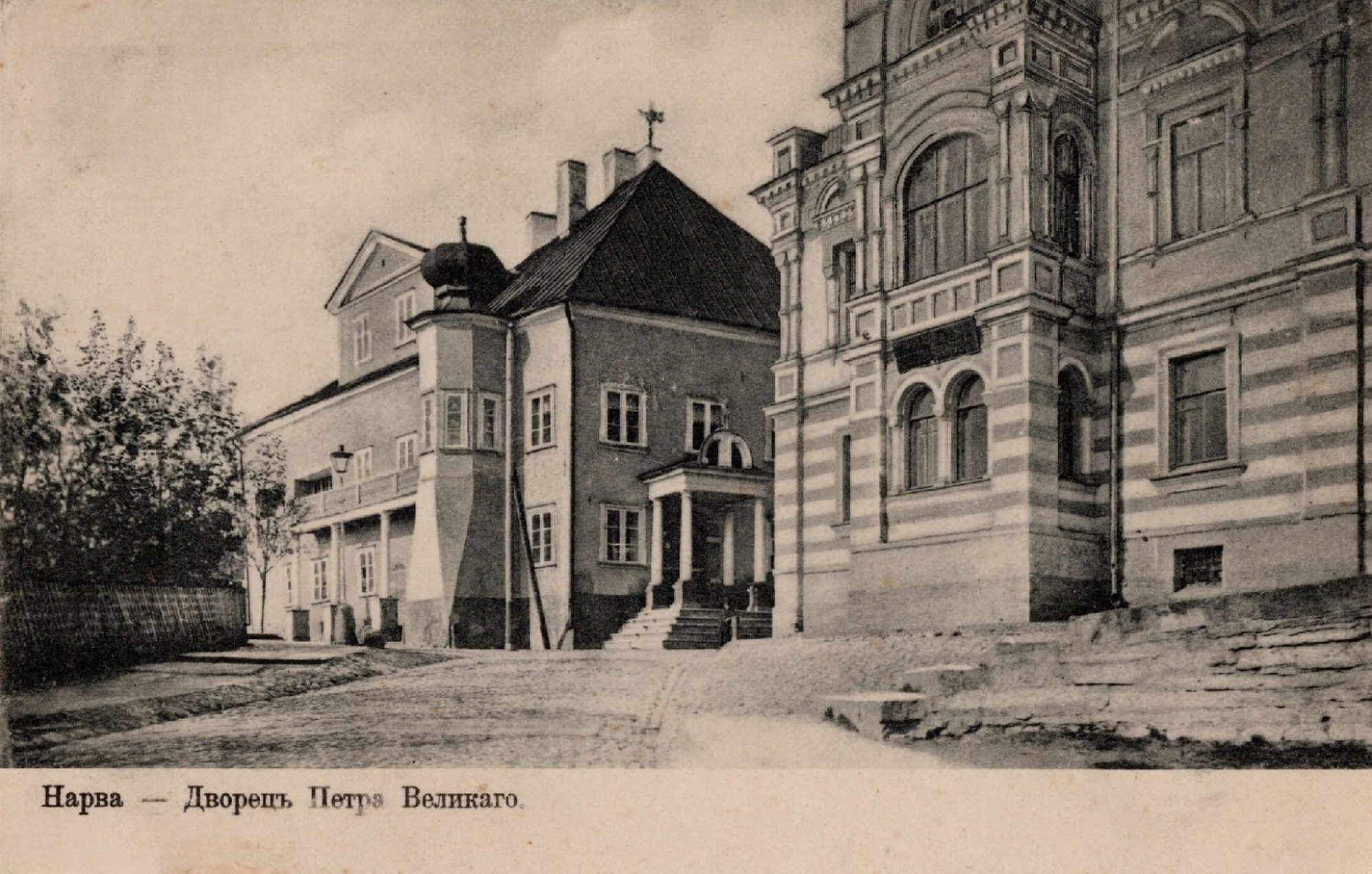
Дальнее здание — Дом Петра I,
на переднем плане — дом Лаврецова

Дом Лаврецова

Перед д. 6 сохранилась часть средневековой каменной стены бывшего королевского двора.
Старая нарвская аптека находилась в д. 18 (не сохранился). 
Д. 21 (не сохранился) был известен как дом Петра Великого в Нарве.
Самым выдающимся гражданским сооружением считался д. 24 (не сохранился), принадлежавший ратману Герману Поортену 1695 года постройки.

## Известные жители
д. 28 (не сохранился) — Сергей Антонович Лаврецов, предприниматель, почётный гражданин Нарвы